# John Montagu, IV conte di Sandwich
John Montagu, IV conte di Sandwich (13 novembre 1718 – Chiswick, 30 aprile 1792), è stato un nobile, militare, ammiraglio e diplomatico britannico, che succedette nel titolo di Conte di Sandwich al nonno, il terzo Conte, nel 1729.

## Biografia
Era il figlio di Edward Montagu, visconte Hinchingbrooke, figlio di Edward Montagu, III conte di Sandwich, e di sua moglie, Elizabeth Popham. All'età di quattro anni il padre morì. Sua madre si risposò presto ed ebbe pochi contatti con lei.
Dopo aver compiuto gli studi ad Eton College e presso il Trinity College di Cambridge, e dopo aver viaggiato qualche anno, ritornò in Inghilterra nel 1739 per insediarsi alla Camera dei lord nel seguito del Duca di Bedford e venendo presto promosso commissioner dell'ammiragliato  e colonnello dell'esercito britannico.
Nel 1746 venne inviato al congresso di Breda con pieni poteri, continuando in seguito a prendere parte ai negoziati di pace fino alla conclusione del trattato di Aix-la-Chapelle (18 ottobre 1748) che pose termine alla guerra di successione austriaca. Ricoprì numerose cariche dello stato fino a qualche anno prima della sua morte.

## La politica
Le sue attività, in campo politico, sia come Primo Lord dell'Ammiragliato (carica ricoperta in 3 mandati per un totale di 15 anni), sia come segretario di stato per il dipartimento settentrionale (2 mandati, 4 anni) sono state oggetto di controversie. Sembra che la sua condotta fosse di grande scandalo alla morale pubblica, così come lo era stata la sua moralità privata.
Durante tutta la sua lunga amministrazione, egli lasciò che gli interessi dell'ammiragliato stesso passassero in secondo piano rispetto a quelli del suo partito, sfruttando la sua protezione come motore per corruzioni e prevaricazioni politiche. Venne ritenuto anche parzialmente responsabile per l'inadeguatezza della marina britannica nella guerra di indipendenza americana. Ebbe un grande interesse nel secondo e nel terzo viaggio di Cook nell'oceano Pacifico.

## Matrimonio
Per diversi anni Sandwich ebbe come amante Fanny Murray. Sposò il 7 marzo 1740, Dorothy Fane, figlia del Charles Fane, I visconte Fane. Ebbero un figlio, John Montagu, V conte di Sandwich (26 gennaio 1743-6 giugno 1814).
Successivamente Lord Sandwich sposò in seconde nozze la talentuosa cantante d'opera Martha Ray, scandalizzando l'opinione pubblica. Da questa seconda relazione nacquero 5 figli, tra cui Basil Montagu, scrittore, giurista e filantropo. Sembra che il personaggio principale di Pigmalione di George Bernard Shaw, all'origine di My Fair Lady, possa essere stato costruito proprio sulla base della personalità dell'amante di Sandwich. Nell'aprile 1779 l'artista venne uccisa da un corteggiatore geloso, James Hackman, e il conte non si riprese mai dal lutto.

## Sandwich come panino
Lord Sandwich era notoriamente un uomo molto impegnato e spesso lo si indica come l'inventore del panino (in inglese sandwich). S'è sovente affermato che l'invenzione sarebbe stata fatta per permettere al conte di mangiare mentre giocava a carte o a golf, ma i suoi biografi affermano che non sarebbe corretto: è però alquanto probabile che il panino fosse, similmente, un modo per mangiare senza allontanarsi dalla scrivania, dato che in quel periodo, verso la metà degli anni '60 del Settecento, Montagu era molto occupato.

## La musica
Dopo la sua carriera navale e politica, Sandwich si appassionò alla musica, soprattutto quella che lui definiva musica antica, cioè più vecchia di una ventina d'anni: fu il mecenate del violinista Felice Giardini e creò un club con cantanti professionisti che si esibivano in madrigali, canoni e glee, oltre a prestare la sua casa per numerosi e diversi spettacoli di Georg Friedrich Händel, la cui fama venne in questo modo rinvigorita. Fu anche il principale fautore del primo concerto pubblico con un repertorio classico.

## Curiosità
- James Cook, l'esploratore, battezzò in onore del conte, quando lui era ancora in vita (1778), alcuni gruppi di isole come isole Sandwich. In alcuni casi esse vennero rinominate, come le Hawaii o le isole Sandwich Australi (di cui l'isola Montagu è l'isola maggiore) o ancora un piccolo arcipelago nei pressi delle Antille; diede il suo nome anche a un'altra isola dell'Alaska: l'isola Montague.
- Propose il primo tentativo (dopo il 1615) di raggiungere il polo Nord, che raggiunse solo la latitudine 80° 48'' N, viaggio sponsorizzato dalla Royal Society e sostenuto da re Giorgio III di Gran Bretagna.

## Ascendenza
|                                         |                |                                    | Genitori                                      |  |  | Nonni |  |  | Bisnonni                             |  |  | Trisnonni                           |  |
|                                         |                |                                    |                                               |  |  |       |  |  | Edward Montagu, II conte di Sandwich |  |  | Edward Montagu, I conte di Sandwich |  |
|                                         |                |                                    |                                               |  |  |       |  |  | Edward Montagu, II conte di Sandwich |  |  | Edward Montagu, I conte di Sandwich |  |
|                                         |                | Jemimah Crew                       |                                               |  |  |       |  |  | Edward Montagu, II conte di Sandwich |  |  |                                     |  |
| Edward Montagu, III conte di Sandwich   |                |                                    |                                               |  |  |       |  |  | Edward Montagu, II conte di Sandwich |  |  |                                     |  |
|                                         |                | Anne Boyle                         | Richard Boyle, I conte di Burlington          |  |  |       |  |  |                                      |  |  |                                     |  |
|                                         |                | Anne Boyle                         | Richard Boyle, I conte di Burlington          |  |  |       |  |  |                                      |  |  |                                     |  |
|                                         |                | Anne Boyle                         | Elizabeth Clifford                            |  |  |       |  |  |                                      |  |  |                                     |  |
| Edward Montagu, visconte Hinchingbrooke |                | Anne Boyle                         |                                               |  |  |       |  |  |                                      |  |  |                                     |  |
|                                         |                | John Wilmot, II conte di Rochester | Henry Wilmot, I conte di Rochester            |  |  |       |  |  |                                      |  |  |                                     |  |
|                                         |                | John Wilmot, II conte di Rochester | Henry Wilmot, I conte di Rochester            |  |  |       |  |  |                                      |  |  |                                     |  |
|                                         |                | John Wilmot, II conte di Rochester | Anne St. John                                 |  |  |       |  |  |                                      |  |  |                                     |  |
| Elizabeth Wilmot                        |                | John Wilmot, II conte di Rochester |                                               |  |  |       |  |  |                                      |  |  |                                     |  |
|                                         |                | Elizabeth Malet                    | John Malet                                    |  |  |       |  |  |                                      |  |  |                                     |  |
|                                         |                | Elizabeth Malet                    | John Malet                                    |  |  |       |  |  |                                      |  |  |                                     |  |
|                                         |                | Elizabeth Malet                    | Unton Hawley                                  |  |  |       |  |  |                                      |  |  |                                     |  |
| John Montagu, IV conte di Sandwich      |                | Elizabeth Malet                    |                                               |  |  |       |  |  |                                      |  |  |                                     |  |
|                                         | Francis Popham | Alexander Popham                   |                                               |  |  |       |  |  |                                      |  |  |                                     |  |
|                                         | Francis Popham | Alexander Popham                   |                                               |  |  |       |  |  |                                      |  |  |                                     |  |
|                                         | Francis Popham | Letitia Carre                      |                                               |  |  |       |  |  |                                      |  |  |                                     |  |
| Alexander Popham                        | Francis Popham |                                    |                                               |  |  |       |  |  |                                      |  |  |                                     |  |
|                                         |                | Helena Rogers                      | Hugh Rogers                                   |  |  |       |  |  |                                      |  |  |                                     |  |
|                                         |                | Helena Rogers                      | Hugh Rogers                                   |  |  |       |  |  |                                      |  |  |                                     |  |
|                                         |                | Helena Rogers                      | Anne Baynton                                  |  |  |       |  |  |                                      |  |  |                                     |  |
| Elizabeth Popham                        |                | Helena Rogers                      |                                               |  |  |       |  |  |                                      |  |  |                                     |  |
|                                         |                | Ralph Montagu, I duca di Montagu   | Edward Montagu, II barone Montagu di Boughton |  |  |       |  |  |                                      |  |  |                                     |  |
|                                         |                | Ralph Montagu, I duca di Montagu   | Edward Montagu, II barone Montagu di Boughton |  |  |       |  |  |                                      |  |  |                                     |  |
|                                         |                | Ralph Montagu, I duca di Montagu   | Anne Winwood                                  |  |  |       |  |  |                                      |  |  |                                     |  |
| Anne Montagu                            |                | Ralph Montagu, I duca di Montagu   |                                               |  |  |       |  |  |                                      |  |  |                                     |  |
|                                         |                | Elizabeth Wriothesley              | Thomas Wriothesley, IV conte di Southampton   |  |  |       |  |  |                                      |  |  |                                     |  |
|                                         |                | Elizabeth Wriothesley              | Thomas Wriothesley, IV conte di Southampton   |  |  |       |  |  |                                      |  |  |                                     |  |
|                                         |                | Elizabeth Wriothesley              | Elizabeth Leigh                               |  |  |       |  |  |                                      |  |  |                                     |  |
|                                         |                | Elizabeth Wriothesley              |                                               |  |  |       |  |  |                                      |  |  |                                     |  |

## Opere
- (EN)  Voyage round the Mediterranean in the years 1738 and 1739. (1799).